# Tucker & Dale vs. Evil
Tucker & Dale vs. Evil és una pel·lícula de terror de comèdia negra estatunidenca del 2010 dirigida per Eli Craig i escrita per Craig i Morgan Jurgenson. És protagonitzada per Tyler Labine, Alan Tudyk, Katrina Bowden, Brandon Jay McLaren, Jesse Moss i Chelan Simmons. Labine i Tudyk interpreten un parell de hillbillies ben intencionats que un grup d'estudiants universitaris despistats confonen amb assassins. La pel·lícula es va estrenar al Festival de Cinema de Sundance de 2010 i va rebre una estrena limitada als Estats Units.

## Argument
La pel·lícula comença amb l'assassinat d'un reporter i càmera abans de tornar en el temps als esdeveniments anteriors. Fa tres dies, un grup de universitaris - Allison, Chad, Chloe, Chuck, Jason, Naomi, Todd, Mitch i Mike - estan acampant a Virgínia Occidental. Mentre estan a una benzinera, coneixen en Tucker i en Dale, dos hillbillies ben intencionats que acaben de comprar la casa de vacances dels seus somnis: una cabana enrunada davant del llac enmig del bosc. Per consell d'en Tucker, Dale intenta parlar amb l'Allison, però a causa del seu complex d'inferioritat i l'aparença, només espanta a ella i als seus amics. De camí a la cabana que Tucker ha comprat recentment, són detinguts pel xèrif Gurr, que els avisa dels perills de la zona.
Tucker i Dale arriben a la seva cabana decrèpita i comencen a reparar-la. A prop, al bosc, el Chad explica una història sobre la "Massacre del Memorial Day", un atac de muntanyes que va tenir lloc fa 20 anys. Els estudiants universitaris van a l'aire lliure on Tucker i Dale estan pescant, i l'Allison, es colpeja el cap. Tucker i Dale la salven de l'ofegament, però els seus amics pensen que volen segrestar-la. Quan Allison es desperta a la cabana de Tucker i Dale l'endemà, inicialment s'espanta, però a poc a poc fa amistat amb ells. Els altres universitaris arriben a la cabana per salvar l'Allison dels seus "captors psicopàtics", i Chuck fuig per buscar la policia. Mentre Dale i Allison són dins de la cabana, els abellots ataquen Tucker mentre accidentalment talla un rusc, fent moure frenèticament la seva motoserra, cosa que els estudiants de la universitat malinterpreten com a hostilitat. S'escampen pel bosc, on Mitch s'empala accidentalment en un arbre trencat, matant-se. Després de trobar el cos d'en Mitch, en Chad convenç als altres que estan en una batalla per la supervivència.
Els amics d'Allison segueixen a Tucker i Dale de tornada a la seva cabana i veuen que l'Allison ajuda amb la construcció d'una dependència, però suposen que està excavant la seva pròpia tomba. Els universitaris ataquen, però Todd accidentalment s'empala a la seva pròpia llança quan ataca en Dale, i Mike cau a una trituradora de fusta mentre s'afanya cap a Tucker, que s'ajup per recollir una mica més de fusta. Allison queda inconscient accidentalment per la pala de Dale durant l'atac, i ell la porta a dins. Els altres nois assumeixen que els hillbillies els van matar quan veuen que Tucker intenta salvar en Mike de la trituradora de llenya. Tucker i Dale pensen que els universitaris formen part d'un pacte de suïcidi, i que contactar amb la policia els convertirà en sospitosos d'assassinat. Chuck torna amb el xèrif Gurr, que expressa dubtes sobre la teoria del pacte suïcidi de Tucker i Dale. Gurr entra a la cabina i accidentalment es mata amb un raig solt, llavors Chuck mor accidentalment quan se li dispara la pistola amb la que intenta amenaçar els hillbillies. En Chad reapareix i intenta disparar en Tucker i en Dale, però només aconsegueix capturar a Tucker, que estava recuperant la mascota de Dale, Jangers, a qui lliga cap per avall a un arbre. A continuació, Chad tortura a Tucker i li talla dos dits, enviant un missatge a Dale, en un intent de treure'l.
En Dale marxa per rescatar Tucker mentre en Chad i la Naomi tornen a la cabana per salvar l'Allison. Quan Allison intenta explicar la situació, l'acusen de tenir síndrome d'Estocolm. Tucker i Dale tornen, i Allison intenta liderar una discussió tranquil·la. Txad diu que la seva àvia li va dir que el seu pare va ser assassinat a la massacre del Memorial Day i que la seva mare va ser l'única supervivent. Jason i Chloe irrompen per recuperar l'Allison, i esclata un incendi. Tucker, Dale i Allison escapen; Naomi, Chloe i Jason moren, i Chad, que ara està boig i marcat, promet venjar-se. Després d'estavellar el seu camió, un Tucker ferit li diu a Dale que Chad ha portat Allison a una antiga serradora. A la serradora, Chad lliga l'Allison a un tronc i el posa a la serra. En Dale arriba i rescata l'Allison, i els dos s’atrinxeren dins d'una oficina de dalt on descobreixen retalls de notícies que revelen que el pare de Chad és un dels hillbillies responsables de la massacre de fa 20 anys, i no una de les víctimes. Chad s'enfada, però Dale li llança una caixa de te de camamilla a Chad, provocant-li un atac d'asma. Chad convulsiona i cau per una finestra davant la seva aparent mort.
La policia i un equip de notícies arriben tard a la cabana i van difondre una notícia que afirma que les morts semblen ser el resultat d’un pacte suïcida i un assassí trastornat, que es revela que és Chad, que ha sobreviscut a la caiguda. El periodista i el càmera són els mateixos dos de l'escena inicial de la pel·lícula. Tucker mira l'informe de les notícies mentre convaleix a l'hospital. Dale entra i discuteixen la recuperació de Tucker. En Tucker li pregunta a Dale si va aconseguir convidar l'Allison a una cita i està content de sentir que tots dos van a jugar a bitlles. Més tard aquella nit a la pista de bitlles, Dale anima a un company de muntanya a parlar amb algunes noies i a "ser ell mateix". Mentre Dale i Allison confessen els seus sentiments l'un per l'altre i es fan un petó, l'altre hillbilly noqueja accidentalment una noia al fons, començant un nou malentès.

## Repartiment
- Tyler Labine com a Dale Dobson, un hillbilly tímid, insegur, però de bon caràcter que s'enamora d'Allison.
- Alan Tudyk com a Tucker McGee, el propietari de la cabana deteriorada i l'amic benintencionat de Dale.
- Katrina Bowden com a Allison, una bella estudiant de psicologia assenyada. Inicialment està aterrida de Dale segons la seva primera impressió, però aviat s'enamora d'ell per la seva naturalesa amable i dolça.
- Jesse Moss com a Chad, el 'líder' del grup i el principal antagonista de la pel·lícula. Un estudiant universitari amb trastorns mentals amb un to de tendències psicòtiques i un prejudici específic cap als hillbillies.
- Chelan Simmons com a Chloe
- Philip Granger com el xèrif Gurr
- Brandon Jay McLaren com Jason
- Christie Laing com a Naomi
- Travis Nelson com a Chuck
- Alex Arsenault com a Todd
- Adam Beauchesne com a Mitch
- Joseph Allan Sutherland com a Mike
- Karen Reigh com a Cheryl
- Tye Evans com el pare de Chad
- Weezer com a gos Jangers

El director de la pel·lícula, Eli Craig, i la seva dona Sasha tenen papers breus al principi i al final de la pel·lícula com a càmera i periodista respectivament.

## Producció
La producció va començar el juny de 2009 amb el càsting dels actors. La fotografia principal va començar un mes després a Calgary, Alberta. L'octubre de 2009, es va produir la postproducció a la Colúmbia Britànica , i les primeres imatges es van publicar com a part del American Film Market.

## Recepció

### Taquilla
La pel·lícula es va estrenar el 22 de gener de 2010 al Festival de Cinema de Sundance i el 12 de març de 2010 formava part del SXSW Film Festival. La pel·lícula va ser distribuïda per Magnolia i va rebre una estrena limitada al cinema als EUA el 30 de setembre de 2011. El cap de setmana d'estrena, la pel·lícula va recaptar 52.843 dòlars en 30 sales de cinema. Va recaptar 223.838 dòlars als EUA. Va recaptar entre 5 i 5,3 milions de dòlars fora dels EUA.

### Resposta crítica
Rotten Tomatoes, un agregador de ressenyes, informa que el 85% dels 116 crítics enquestats van donar a la pel·lícula una crítica positiva; la valoració mitjana és de 6,9/10. El consens crític diu: "Com les millors comèdies de terror, Tucker & Dale vs. Evil explota la seva broma boja central per a alguns ensurts increïbles, rialles i, creieu-ho o no, amor". La pel·lícula també té una puntuació de 65 sobre 100 a Metacritic basada en 23 ressenyes, la qual cosa indica "crítiques generalment favorables".
Todd Gilchrist de Shock Till You Drop va escriure: "El primer llargmetratge d'Eli Craig celebra les convencions de gènere alhora que capgira la visió tradicional dels herois i vilans de les pel·lícules de terror." Roger Ebert també va donar una crítica positiva a la pel·lícula, escrivint: "Els estudiants del Little Movie Glossary poden trobar divertit amb quina cura Tucker and Dale s'obre camí a través dels tòpics capgirats". Noel Murray de The A.V. Club la va qualificar de C+ i la va qualificar de "sorprenentment intel·ligent" però "massa elegant i massa bonica". Dennis Harvey de Variety va escriure que la pel·lícula "ofereix bon caràcter, cinema gore executat amb confiança, la hilaritat freqüent del qual només pateix d'haver arribat massa aviat."

## Reconeixements
| Premi                                                         | Categoria                                                         | Nominat                                                                                   | Resultat  |
| ------------------------------------------------------------- | ----------------------------------------------------------------- | ----------------------------------------------------------------------------------------- | --------- |
| Premis Leo                                                    | Millor fotografia en un llargmetratge dramàtic                    | David Geddes                                                                              | Nominat   |
| Premis Leo                                                    | Millor llargmetratge dramàtic                                     | Rosanne Milliken i Crawford Hawkins                                                       | Nominat   |
| Premis Leo                                                    | Millor so general en un llargmetratge dramàtic                    | Paul A. Sharpe, Graeme Hughes i Iain Pattison                                             | Nominat   |
| Premis Leo                                                    | Millor edició de so                                               | James Fonnyadt                                                                            | Nominat   |
| Premis Leo                                                    | Millor edició de so en un llargmetratge dramàtic                  | Dario DiSanto, Brian Campbell, James Fonnyadt, Jay Cheetham, Kirby Jinnah i Kris Casavant | Nominat   |
| Premis Leo                                                    | Millor coordinació d'acrobàcies en un llargmetratge dramàtic      | Jodi Stecyk                                                                               | Nominat   |
| Premis Leo                                                    | Millor actuació secundària d'un home en un llargmetratge dramàtic | Jesse Moss                                                                                | Nominat   |
| XLIII Festival Internacional de Cinema Fantàstic de Catalunya | Premi Panorama                                                    | Eli Craig                                                                                 | Guanyador |
| SXSW Film Festival                                            | Premi del Públic                                                  | Eli Craig                                                                                 | Guanyador |
| FanTasia                                                      | Premi del Jurat; Millor primera pel·lícula                        | Eli Craig                                                                                 | Guanyador |
| Premis Ampia                                                  | Premi AMPIA; Millor primera pel·lícula                            | Eli Craig                                                                                 | Guanyador |
| Fangoria Chainsaw Awards                                      | Millor actor                                                      | Tyler Labine                                                                              | Nominat   |
| Fangoria Chainsaw Awards                                      | Millor actriu secundària                                          | Katrina Bowden                                                                            | Nominat   |
| Fangoria Chainsaw Awards                                      | Millor pel·lícula d'estrena limitada/directe a vídeo              | Millor pel·lícula d'estrena limitada/directe a vídeo                                      | Guanyador |
| Fangoria Chainsaw Awards                                      | Millor guió                                                       | Eli Craig, Morgan Jurgenson                                                               | Guanyador |

## Seqüela proposta
En una entrevista a Choice Cuts, el director Eli Craig va expressar les seves opinions sobre una seqüela titulada Tucker and Dale Go To Yale i la va descriure com "Good Will Hunting troba La matança de Texas". En aquella mateixa entrevista, a Craig també li va agradar la idea d'Alan Tudyk de fer una seqüela semblant a Obert fins a la matinada.
Al HorrorHound Weekend 2014, els membres del repartiment Tyler Labine i Alan Tudyk van confirmar que s'està desenvolupant una seqüela. El 2016 ambdós van revelar que encara estan desenvolupant activament el projecte malgrat altres compromisos. Quan se li va preguntar sobre l'estat de la seqüela a la Boston Comic Con 2017, Alan Tudyk va respondre que s'havia escrit un guió, però que era decebedor i que probablement no avançaria.